# Robert Chodat

Dia von Leo Wehrli: Gruppe mit Robert Chodat und Carl Schröter im Jardin et laboratoire alpins de la Linnaea von Bourg-Saint-Pierre

Robert Hippolyte Chodat (* 6. April 1865 in Moutier; † 28. April 1934 in Pinchat bei Carouge) war ein Schweizer Botaniker und Algenforscher. Sein offizielles botanisches Autorenkürzel lautet „Chodat“.

## Leben
Chodat besuchte die Sekundarschule in Biel und legte die Matura in Bern ab. Anschliessend studierte er zunächst Physik und Naturwissenschaften an der Universität Bern. Auf Anraten des Botanikers Johannes Müller Argoviensis (1828–1896) wechselte er zum Studium der Pharmazie und Botanik, wo er 1887 das eidgenössische Apothekerdiplom ablegte und in Naturwissenschaften promoviert wurde.
Anschliessend war er bis 1893 Inhaber einer Apotheke in Genf. Nach seinem Wechsel an die Universität Genf war er zunächst ab 1888 Privatdozent und wurde 1889 zum ausserordentlichen Professor für Pharmazie und pharmazeutische Botanik ernannt. 1891 erhielt er einen eigenen Lehrstuhl für Pharmazie und war ab 1900 ordentlicher Professor für allgemeine und systematische Botanik und Leiter des Botanischen Instituts als Nachfolger von Marc Thury (1822–1905). Zudem war er ab 1915 Direktor des Alpengartens Linnea (Jardin et laboratoire alpins de la Linnaea) in Bourg-Saint-Pierre. Zu seinen Doktorandinnen gehörte 1893 die polnische Botanikerin Gabriela Balicka-Iwanowska.
Chodats Forschungsinteresse galt auch der Vegetation des Mittelmeergebiets, von Südamerika und den USA, wohin er mehrere Forschungsexpeditionen leitete. So unternahm er 1914 eine Sammelreise mit Emil Hassler in Paraguay.
An der Universität Genf war er von 1908 bis 1910 Rektor.

## Hauptforschungsgebiete
Chodat hat auf mehreren Gebieten der Botanik und Ökologie geforscht wie Systematik der Pflanzen, Pflanzengeografie, Paläobotanik, Biochemie, Genetik und Biologie von Kryptogamen, vor allem von Grünalgen. Chodat war Spezialist für Arten der Familie der Polygalaceae. Auch befasste er sich mit synökologischen Themen wie beispielsweise der Myrmecophilie bei Arten der Gattung Gerascanthus. Seine Publikationsliste umfasst mehr als 450 Titel.

## Mitgliedschaften und Ehrungen
- Mitglied zahlreicher Akademien und der wichtigsten naturforschenden Gesellschaften Europas
- Dr. h. c. der Universität Victoria (Manchester, Liverpool, Leeds), Brüssel, Cambridge und der ETH Zürich
- Korrespondierendes Mitglied der Académie des sciences 1920[1]
- Korrespondierendes Mitglied der Académie royale des Sciences, des Lettres et des Beaux-Arts de Belgique 1929[2]
- Mitglied der Leopoldina 1932
- Linné-Medaille 1933
- Ritter der Ehrenlegion

## Dedikationsnamen
Mehrere Pflanzentaxa wurden zu Ehren von Robert Chodat benannt:
- Acrostichum chodatii Sodiro, 1908 (syn. Elaphoglossum chodatii (Sodiro) C.Chr., 1913)
- Bidens chodatii Hassl., 1913
- Calea chodatii Hassl., 1915, nom. nov.
- Chorisia chodatii Hassl., 1907 (syn. Ceiba chodatii (Hassl.) Ravenna, 1998)
- Cleome chodatiana Iltis, 1959, nom. nov.
- Copaifera chodatiana Hassl., 1903 (syn. Guibourtia chodatiana (Hassl.) J.Léonard, 1949)
- Delphinium chodatii Oppenh., 1936
- Draba chodatii O.E.Schulz, 1927
- Eupatorium chodatii Hassl., 1912 (syn. Trichogonia chodatii (Hassl.) R.M.King & H.Rob., 1972)
- Ipomoea chodatiana O’Donell, 1950, nom. nov.
- Julocroton chodatii Croizat, 1943 (syn. Croton chodatii (Croizat) P.E.Berry, 2007)
- Mimosa chodatii Hassl., 1910
- Moutabea chodatiana Huber, 1902
- Oxypetalum chodatianum Malme, 1901
- Paradolichandra chodatii Hassl., 1907 (syn. Dolichandra chodatii (Hassl.) L.G.Lohmann, 2010)
- Phrygilanthus chodatianus Patsch., 1911 (syn. Tristerix chodatianus (Patsch.) Kuijt, 1988)
- Quararibea chodatii Vischer, 1920
- Silene chodatii Bocquet, 1967

## Veröffentlichungen
- Diatomées fossiles du Japon : Espèces marines & nouvelles des calcaires argileux de Sendaï & de Yedo (avec Jacques & T. Tempère) (1889)
- Monographia Polygalacearum, vol.1 1891, vol.2 1893.
- Plantae Hasslerianae (mit Emil Hassler).[3][4][5][6][7] (1898–1907)
- Algues vertes de la Suisse : Pleurococcoïdes - Chroolépoïdes (1902)
- Principes de Botanique (1907)
- Etude Critique et Experimentale sur le Polymorphisme des Algues, 1909.
- La Végétation du Paraguay. Résultats Scientifiques d'une Mission Botanique Suisse au Paraguay, (mit Wilhelm Vischer).
- Monographies d'algues en culture pure (1913)
- La biologie des plantes: Les plantes aquatiques, 1917.
- La Myrmécophilie des Cordia de la section Gerascanthus. Bulletin de la Societe Botanique de Geneve, 12, S. 172–200. (1921)